# Fiat-SPA S37
Il Fiat-SPA Autoprotetto S37 è un veicolo trasporto truppe blindato prodotto dalla Società Piemontese Automobili (SPA) ed adottato dal Regio Esercito durante la seconda guerra mondiale. Il solo esemplare rimasto, restaurato e marciante, è attualmente parte dalla collezione privata Teméroli, nella Repubblica di San Marino.

## Sviluppo
Questo veicolo fu sviluppato nel 1941 partendo dal trattore d'artiglieria leggero Fiat-SPA TL37 versione Libia. Il Regio Esercito ne acquisì 150 esemplari nel 1942. A causa della blindatura leggera fu utilizzato essenzialmente per ruoli di polizia e di contrasto ai partigiani nei Balcani occupati. In particolare equipaggiò il 31º Reggimento carri, la 955ª e la 1034ª Sezione autoprotetti, la 1118ª Autosezione mista della Divisione "Macerata", il 259º Autoreparto autoprotetti ed il LXXI Battaglione motociclisti (costituito dal Deposito del 6º Reggimento bersaglieri). Dopo l'8 settembre, 37 mezzi furono catturati dai tedeschi (7. SS-Freiwilligen-Gebirgs-Division "Prinz Eugen") che li ribattezzarono Gepanzerte Manntransportwagen S 37 (italien) ovvero gep.M.Trsp.Wg. S37 250(i), mentre alcuni caddero nelle mani dei partigiani jugoslavi.

## Caratteristiche
Il vano di trasporto è a cielo aperto ed è ottenuto con lamiere a scudo inclinate imbullonate sul telaio originale a 4 ruote motrici e sterzanti. Nel vano prendono posto, su un sedile anteriore destro, il conduttore, mentre sulle panche laterali siedono 8 uomini della squadra di fanteria. Si accede al mezzo da un portello posteriore in due elementi. L'armamento era costituito da una mitragliatrice veicolare Breda Mod.38 da 8 mm. In alcuni casi veniva installato un lanciafiamme o il cannone anticarro 47/32 Mod. 1935. 
Per compensare la mancanza di feritoie per l'uso delle armi da bordo, vennero installate delle scudature con feritoie sul cielo del vano. Tra i pregi del mezzo, l'ottima mobilità, dovuta alla trazione integrale ed alle ruote tutte sterzanti, e la grande autonomia. Alcuni esemplari furono dotati di radio Magneti Marelli RF3 M.

## Galleria d'immagini

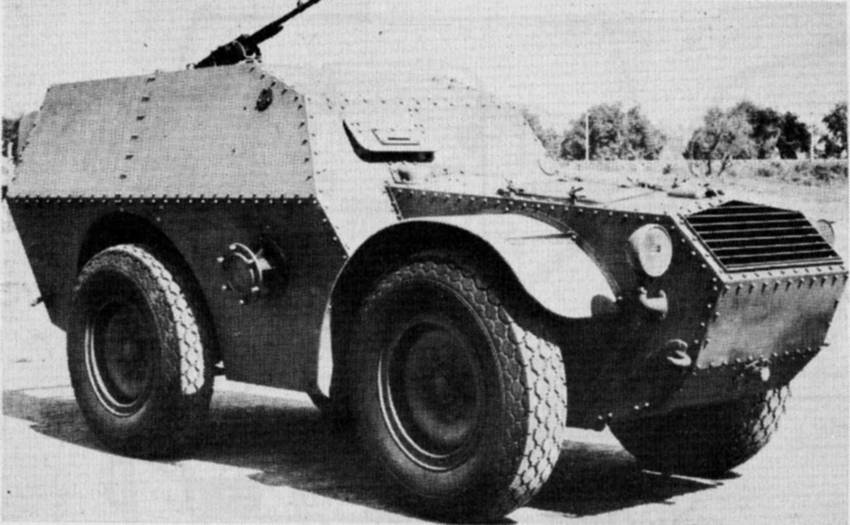
Vista da 3/4
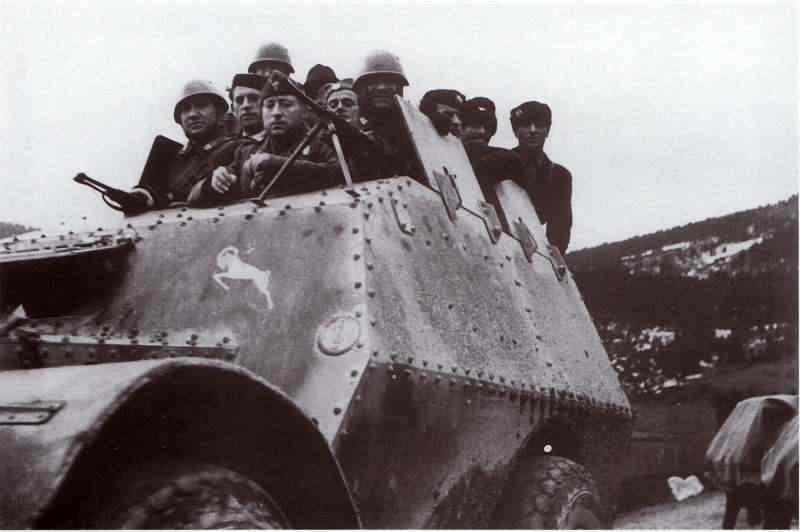
Equipaggio completo nei Balcani
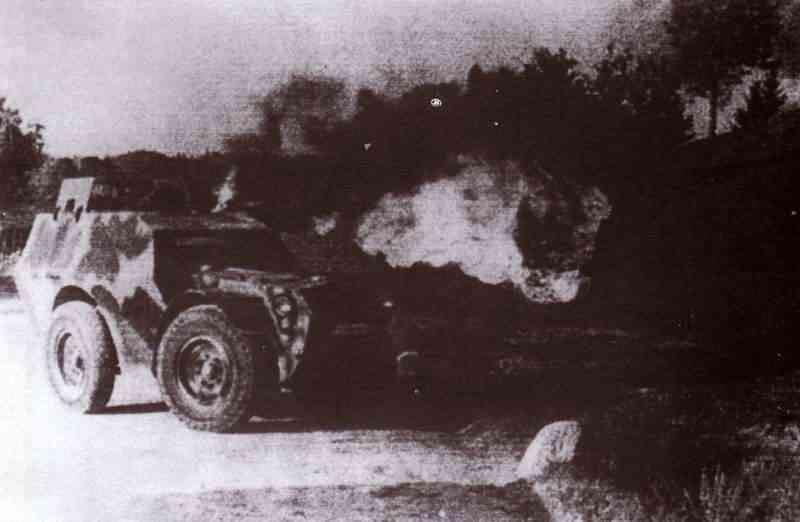
S37 lanciafiamme in azione
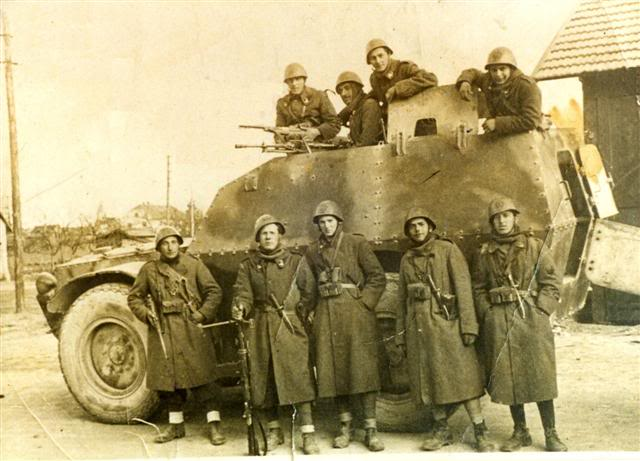
S37 con feritoie scudate